# Dipara maculata
Dipara maculata is een vliesvleugelig insect uit de familie Pteromalidae. De wetenschappelijke naam is voor het eerst geldig gepubliceerd in 1963 door Hedqvist.